# ...en un lugar llamado Tierra
...en un lugar llamado Tierra es una novela de ciencia ficción del escritor español Jordi Sierra i Fabra, con la que obtuvo el premio Gran Angular de la editorial SM en 1983. Forma parte de una trilogía llamada El Ciclo de las Tierras.

## Sinopsis
En un futuro lejano nuestra civilización es casi destruida debido al «Gran Holocausto». Con la ayuda de la alta tecnología, la convivencia social entre hombres y máquinas llegó a ser armónica, tras una sumisión tácita de los hombres hacia ellas. Debido a una Constitución, bajo una sociedad perfecta, en el que los hombres y máquinas son iguales ante la ley, un científico llamado Hal Yakzuby tiene que investigar el presunto asesinato del androide Ludoz 7-521, del cual un copiloto humano, llamado Djub-Ehr, es el principal sospechoso, ya que Ludoz y él viajaban en la misma nave cuando esta regresaba a casa después de una expedición en el espacio exterior. Entonces Hal comienza una carrera contrarreloj para poder salvar la vida al copiloto Djub-Ehr intentando demostrar a las máquinas que su lógica (una máquina no puede autodestruirse) no es tan exacta como ellas creen.
Tomas y ariela candray